# Politique familiale suisse
La politique familiale suisse englobe les mesures prises par les pouvoirs publics pour agir et influer sur la vie familiale. Elle n'a jamais été en Suisse un domaine politique autonome; comparée à d'autres pays européens, la Suisse suit une politique familiale très peu interventionniste résultant à la fois de la structure fédéraliste du pays et du principe de subsidiarité. Elle est généralement transposée au niveau cantonal.
Selon une observatrice française en 1995, « La politique familiale, système cohérent et organisé nationalement tel qu'on le connait en France, n'existe pas en Suisse. Les mesures en matière d'allocations familiales, de garde d'enfants, de congé maternité, sont l'expression des conceptions que se fait la Suisse de la subsidiarité, de la démocratie directe et du rôle de la mère de famille »

## Historique

### Généralités
Des mesures isolées de politique familiale remontent à la fin du XIXe siècle, comme la suppression de la plupart des empêchements au mariage (1874) et la protection instituée dans la loi sur les fabriques (1877). Le Code civil suisse, entré en vigueur en 1912, consacrait un régime patriarcal. La première ligue de Pro Familia— l'organisation faîtière des associations familiales suisses — fut fondée en 1923 dans le canton de Vaud et l'initiative gagna peu à peu d'autres cantons. Selon le Dictionnaire historique de la Suisse, « ce n'est que vers 1930 qu'apparut en Suisse un véritable mouvement de protection de la famille, inspiré de l'exemple français. La crise économique incita à lier la politique familiale à la politique sociale. En 1931, un séminaire national déboucha sur la création d'une commission pour la protection de la famille, qui lança de nombreuses offensives politiques dans les années qui suivirent. Le recul des naissances stimula également la politique de la famille, avec par exemple le dépôt de postulats pour encourager les familles nombreuses et combattre l'avortement. La politique de la famille devint un instrument d'affirmation nationale ».

### Congé maternité et allocations familiales
Le résultat et le couronnement de ces efforts furent l'acceptation, en 1945, d'un article constitutionnel sur la protection de la famille (art. 34 quinquies de l'ancienne Constitution, art. 116 de la Constitution de 1999) qui prévoyait notamment une assurance maternité. La politique familiale connut un temps de latence dans l'après-guerre. Le modèle social prédominant était celui du père nourricier, seul soutien de la famille, elle-même considérée en tant que sphère privée. La concrétisation de l'article constitutionnel fut très lente: si la Confédération intervint à plusieurs reprises pour encourager la construction de logements familiaux, les allocations familiales, au niveau cantonal, ne se généralisèrent que dans les années 1960. L'initiative populaire "pour le droit au logement et le développement de la protection de la famille" fut rejetée en 1970. Après avoir échoué en 1968, la loi fédérale sur les allocations familiales est entrée en vigueur en 2009 (les allocations avaient toutefois été unifiées en 1952 pour les petits paysans et les personnes occupées dans l'agriculture, et en 1959 pour le personnel fédéral).
La politique de la famille changea d'orientation dans les années 1970. D'un côté, on insista désormais sur l'égalité entre hommes et femmes, de l'autre s'imposa une politique familiale axée toujours plus sur l'individu. C'est ainsi que la révision du droit de l'enfant (en vigueur depuis 1978) renforça les droits individuels de ceux nés hors mariage et que le nouveau droit matrimonial (1988) consacra un modèle familial fondé sur une relation entre partenaires égaux. La politique familiale vise maintenant à améliorer la position de la femme dans la société et la famille.
L'assurance maternité se heurta d'abord à l'opposition du peuple. L'initiative populaire "pour une protection efficace de la maternité", déposée en 1980, fut rejetée en 1984 par 84% des voix. La loi fédérale sur l'assurance maternité n'eut pas plus de succès en 1999 (61% de non). En 2004 enfin, le peuple approuva l'assurance maternité (56% de oui). Applicable uniquement aux femmes exerçant une activité lucrative, elle fut intégrée au système des allocations pour perte de gain, ce qui évitait la création d'une nouvelle assurance sociale.

### Garde des enfants hors cadre familial
Ce n'est qu'au niveau local qu'on parvient à appliquer des horaires scolaires qui respectent mieux les besoins des familles (horaire fixe, journée continue). En Suisse alémanique surtout, l'accueil des enfants en complément du cadre familial (crèches, garderies, etc.) rencontre encore des difficultés au début du XXIe siècle; la demande est bien supérieure à l'offre. La loi fédérale sur les aides financières à l'accueil extra-familial pour enfants, entrée en vigueur en 2003, est un programme d'impulsion d'une durée de huit ans visant à encourager la création de places d'accueil: à cet effet, deux crédits d'engagement de 200 millions de francs (en 2002) et de 120 millions (en 2006) ont été accordés. En 2018, la logique reste toujours une logique d'impulsion, et la loi fédérale sur les aides financières à l’accueil extrafamilial pour enfants (LAAcc) entrée en vigueur en 2003 bénéficie d'une rallonge budgétaire de 125 millions de francs dans le but d'encourager la création de structures d’accueil.

### Situation en 2010
La révision de l'imposition de la famille a subi un revers avec le rejet du "paquet fiscal" lors de la votation du 16 mai 2004. La politique de la famille est beaucoup moins développée en Suisse que dans la plupart des autres pays européens, les dépenses sociales pour la maternité et les questions familiales y sont très inférieures à la moyenne européenne. La naissance d'enfants signifie pour beaucoup un risque accru de précarité, qui touche en majorité les familles monoparentales et les familles nombreuses.

### Soutien aux familles de personnes handicapées
En 2014, environ 122 000 familles ont un enfant de moins de quinze ans avec un handicap. Le droit à l’égalité pour les personnes handicapées est inscrit dans la Constitution suisse. Il est à l’origine de la Loi fédérale sur l’égalité pour les handicapés (LHand) entrée en vigueur en 2002. Le Bureau fédéral de l’égalité pour les personnes handicapées (BFEH) est chargé de veiller à l’application de la LHand, notamment sur le plan de l’accessibilité, de la formation et de l’insertion professionnelle. L'action en faveur des handicapés, longtemps bénévole, s'est professionnalisé dans les années 1960 à l'instar des activités en faveur de la famille telles que la garde d'enfants. En 2008, la formation scolaire spécialisée et la construction et de l’exploitation des centre d'accueil de jour ainsi que des ateliers et foyers, initialement sous responsabilité fédérale, ont été transférées aux cantons. Le soutien direct aux familles est principalement assuré  par des associations du secteur privé. De plus, l’organisation des politiques sociales du handicap est extrêmement complexe, ce qui renforce, d’une part, les inégalités d’accès aux ressources dues à la décentralisation des services et d'autre part la charge pesant sur les familles pour s'orienter et gérer administrativement cette complexité. Les possibilités d’inclusion des enfants handicapés étant limitées, au moins en Suisse romande, les mères jouant un rôle de proches aidantes sont les premières touchées par les difficultés à concilier vie familiale et vie professionnelle.

## Positionnement au sein de l'OCDE
Une étude de 2019 de l'UNICEF, portant sur 31 pays européens, attribue à la Suisse la dernière place en matière de politique familiale, au regard de critères tels que le nombre de jours de congés parentaux intégralement rémunérés offerts ou la capacité d'accueil des crèches pour les enfants de 0 à 6 ans. 